# Saint-Nexans
Saint-Nexans is een gemeente in het Franse departement Dordogne (regio Nouvelle-Aquitaine) en telt 802 inwoners (1999). De plaats maakt deel uit van het arrondissement Bergerac.

## Geografie
De oppervlakte van Saint-Nexans bedraagt 12,5 km², de bevolkingsdichtheid is 64,2 inwoners per km².
De onderstaande kaart toont de ligging van Saint-Nexans met de belangrijkste infrastructuur en aangrenzende gemeenten.

## Demografie
Onderstaande figuur toont het verloop van het inwonertal (bron: INSEE-tellingen).